# Pieczęć stanowa Indiany

Pieczęć stanowa Indiany

Pieczęć Indiany przedstawia typowy krajobraz stanu. Po wielu dyskusjach wybrano jego północno-zachodnią część. Aktualny wygląd zatwierdzono w 1963 roku. Przedstawia drwala rąbiącego drzewo z gatunku platan. Na pierwszym planie widoczny jest nieoficjalny symbol Indiany - bizon amerykański. Rok 1816 - data przyjęcia do Unii.
Planuje się w przyszłości umieszczenie innego nieoficjalnego symbolu, kwiatu tulipanowca amerykańskiego.